# Османсько-венеційські війни

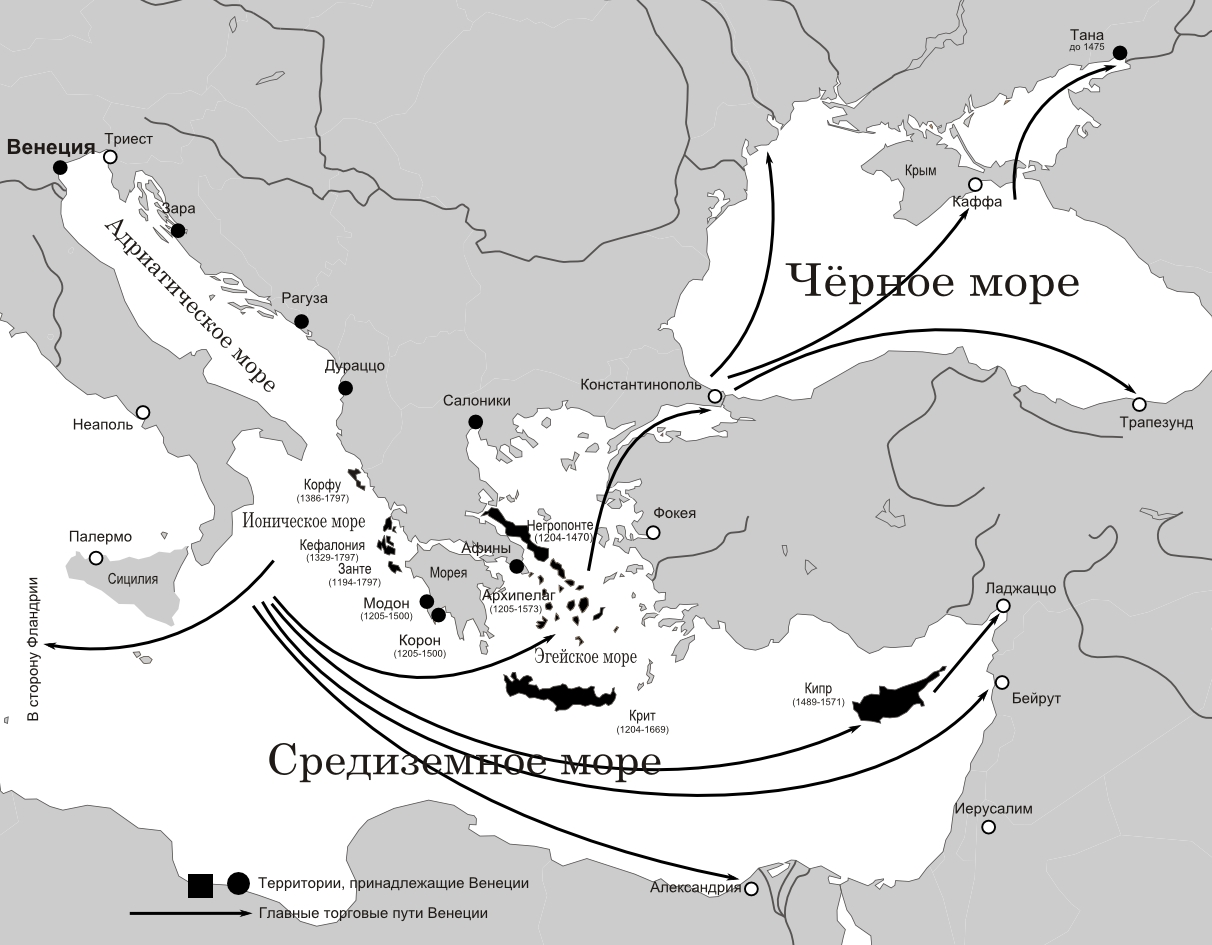
Венеційська морська імперія.

Османсько-венеційські війни — низка військових конфліктів, що відбулися в XV—XVIII століттях між Османською імперією та Венеційською республікою.
Венеційська республіка контролювала європейську торгівлю з Єгиптом та Левантом, з яких караванні та морські шляхи вели далі на Схід. З середини XIV століття зміцніла Османська імперія почала перекривати торгові шляхи з Європи в Китай та Індію і з захопленням Константинополя, Сирії та Єгипту на початку XVI століття повністю взяла їх під власний контроль.
Спочатку Венеція уникала сутичок з османами, вважаючи за краще торгувати з ними. Так, 1355 року вона уклала договір про захист Візантії від будь-яких ворогів, за винятком «Морат-бея і його турків». Проте зростаюча сила османської держави почала все більше непокоїти венеційців і вже в 1396 році вони взяли активну участь в невдалому Нікопольському хрестовому поході проти турків.
1415 року османський флот атакував Негропонте. У відповідь Венеція спорядила 10 галер під командуванням П'єтро Лоредана. 27 травня 1416 року в протоці Дарданелли при Галліполі Лоредан захопив турецький флот.

## Облога Салонік (1423—1430)
1421 року, після придбання у візантійців Сало́нік, які знаходились в османській облозі Венеція втягнулась в конфлікт з османами за це місто. Розпочата 1426 року війна Венеції з Міланом змусила республіку воювати на два фронти. Як наслідок 1430 року Венеція втратила Сало́ніки, а вже через рік, 1431 року, уклала з османами мир в Адріанополі. Втім, венеційцям було надано право вільного пересування і ведення торгівлі на османській території.
1453 року османи завоювали Константинополь. Венеція не прийшла на допомогу, вважаючи, що в подальшому буде легше досягти торгової угоди з османами, якщо не допомагати грекам. Але протягом більш 250 років опісля цього Венеції довелося воювати з турками, що підірвало її економіку і призвело до кінцевого занепаду Венеційської республіки.

## Перша османсько-венеційська війна (1463—1479)
Перша повномасштабна війна з османами почалася 28 липня 1463 року, з метою повернути завойовану турками Морею. На стороні Венеції час від часу виступав Святий Престол. Війна йшла невдало. Після тривалої облоги 12 липня 1460 османи захопили давнє венеційське володіння Негропонте. Замок Кастор біля Лепанто 1477 витримав чотиримісячну облогу. 25 січня 1479 року Джованні Даріо підписав в Стамбулі мирний договір з османами. За підсумками війни Венеція втратила Негропонте, Лемнос, Шкодер, Аргос, та інші опорні точки в Мореї та Епірі. Крім того, республіці довелося відшкодувати туркам 100 000 дукатів і платити щорічно 10 000 дукатів за право вести торгівлю на османській території.

## Друга османсько-венеційська війна (1499—1503)

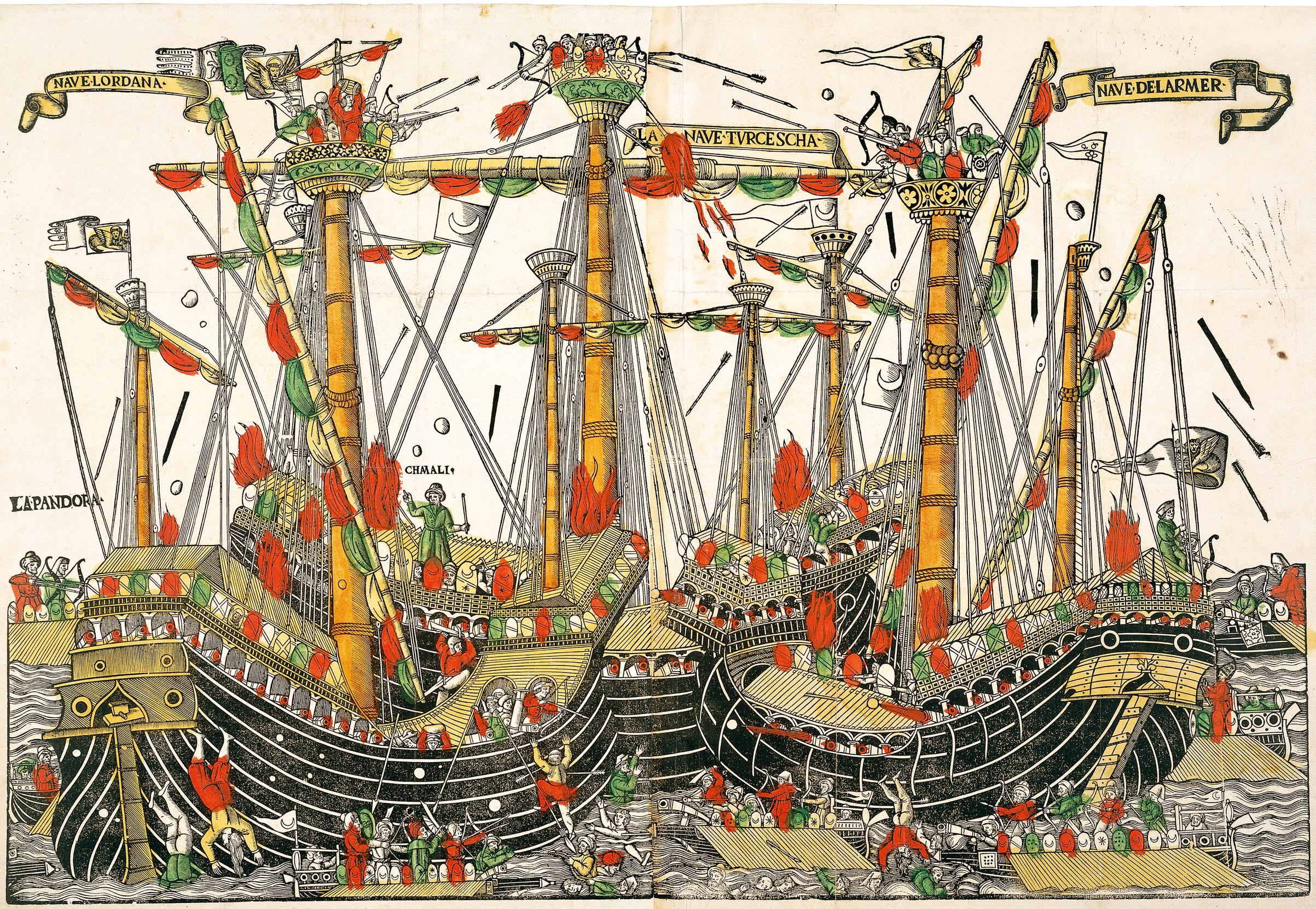
Битва при Дзонкйо

1499 року османський султан Баязид II, закінчивши невдалу війну з мамелюками, розпочав другу османсько-венеційську війну, вирішивши зробити Адріатику кордоном між своїми володіннями і Венецією. У серпні турки розбили венеційський флот в Іонічному морі в Битві біля мису Дзонкйо  , після чого захопили стратегічний порт Лепанто на півночі Коринфської затоки, що знаходився під владою Венеції. 1500 року турки знову розгромили венеційців на морі, захопивши Модон, Корон і Наваріно. Венеція змогла залучити союзників в особі Папської держави, Угорщини та Франції, але не змогла добитися успіхів і 1503 року уклала мир, віддавши під контроль Османської імперії майже все узбережжя Пелопоннесу, за винятком Навпліона і Монемвасії.
До 1522 року, при Сулеймані Пишному, Османська імперія остаточно склалася і продовжила витісняти Венецію із Середземномор'я.

## Третя османсько-венеційська війна (1537—1540)
Поразка в черговій війні з османами коштувала Венеції її останніх володінь на Пелопоннесі — Навпліону і Монемвасії (звідки ввозили знамените вино мальвазія) і 300 000 дукатів.

## Четверта османсько-венеційська війна (1570—1573)
1570 року османи взяли в облогу Кіпр, розпочавши Кіпрську війну. За підтримки папи Пія V Іспанія, Венеція, Генуя, Сицилія, Неаполь й Австрія згуртували флот. Однак туркам вдалося 1571 року захопити Кіпр. Венеційського командира Марка Антоніо Браґадіна, який приніс туркам міські ключі, протягнули волоком по місту, а потім з живого здерли шкіру. Трьомстам людям, що прийшли з ним, стяли голови.
Християнський світ, реагуючи на турецьку загрозу, уклав у травні 1571 року в Римі альянс (Священну лігу), в який увійшли Венеція, Іспанія і Папська область. Під загальним командування Дона Хуана Австрійського, зведеного брата короля Філіпа II Іспанського, 7 жовтня 1571 року в Коринфській затоці, біля порту Лепанто, зійшлися християнська і османська ескадри. Венеційським флотом командував Себастьяно Веньєр. Християнський флот при Лепанто складався з 207 галер, 6 галеасів і 30 інших кораблів. На них знаходилося 740 гармат, і 84 420 чоловік. У турків було 242 корабля, вони мали перевагу в чисельності, християни — в артилерії. Бій почався близько опівдні водночас на трьох фронтах. Внаслідок турки зазнали поразки, втративши 30 000 чоловік убитими, ще 8000 потрапило в полон. Християни втратили 8000 чоловік. Було потоплено 113 турецьких галер, ще й 117 захоплено, тим часом як християни втратили лише 12 галер. Ця перемога справила величезне враження на Європу, показавши, що непереможних досі турків можна перемагати.
Однак в травні 1572 року папа Пій V помер і християнський союз розпався, тим часом як турки побудували новий флот. Покинута союзниками, Венеція була змушена прийняти запропоновані турками умови перемир'я. За умовами мирного договору від 3 березня 1573 року Венеція відмовилася від усіх претензій на Кіпр і взяла на себе зобов'язання протягом трьох років платити султанові по 300 тисяч дукатів. Османський посол в Венеції так описав битву при Лепанто:
«Між вашою поразкою і нашою є глибока відмінність. Захоплюючи Кіпр далеко від вас, ми відрізуємо вам руку. Завдавши поразки нашому флоту, ви зголюєте нам бороду. Відрізана рука ніколи не виросте, а нова борода стане ще густішою».

## П'ята османсько-венеційська війна (1645—1669)
Після поразки в Кіпрській війні, Венеція намагалася підтримувати хороші відносини з Османською імперією. Але на початку жовтня 1644 року лицарі з ордена Святого Йоана захопили турецький корабель, на борту якого перебували колишній головний чорний євнух султанського гарему Сюнбюль-ага, кадій Мекки, близько 30 жінок зі султанського гарему і низка інших високопоставлених прочан. Османи, дізнавшись про долю судна, вирішили помститися. Так почалася Критська або Кандійська війна.
1648 року турки взяли в облогу Крит і 25 років тримали в облозі його столицю Кандію. Розуміючи неминучість поразки, Венеція зверталася за допомогою до усіх християнських країн, підкреслюючи, що на терезах лежить не просто майбутнє венеційської колонії, але безпека всього християнського світу, так як втрата Криту означатиме втрату половини Середземномор'я, але все було марно. Внаслідок допомогу Венеція отримала тільки перед падінням Кандії 1669 року і вже не змогла допомогти обложеним. Франческо Морозіні, командувач венеційським флотом, в обмін на капітулювання безперешкодно вивіз з Кандії захисників міста, що залишилися в живих. Ця війна коштувала Венеції близько 150 мільйонів дукатів. У венеційському діалекті з'явився вираз «esser incandio» (побувати в Кандії), що означає крайню ступінь розпачу або розорення.

## Шоста османсько-венеційська війна (1684—1699)
19 січня 1684 року Венеційська республіка вступила у Священну лігу, засновану папою Інокентієм XI для допомоги імператору Леопольду I у Великій турецькій війні (1683—1699). Так для Венеції почалася Морейська війна. У липні 1684 року Франческо Морозіні очолив флот Священної ліги і захопив острів Санта-Маура і твердиню Превеза на материку. Влітку 1685 року війська Священної ліги захопили колишній венеційський порт Корон і більшу частину Мореї. 1687 року було захоплено Лепанто, Патри, Коринф і Атени, при обстрілі яких було підірвано Парфенон, в якому турки влаштували пороховий склад. У березні 1688 року Морозіні був заочно обраний дожем і продовжив свої завоювання до смерті в січні 1694 року. Венеційцям вдалося розгромити османський флот у Мітилені, взяти Монемвасію, Авлону, Саламін, Ідру і Спеце. У вересні 1694 року новий венеційський головнокомандувач Антоніо Дзено захопив острів Хіос, але в лютому 1695 року турки завдали венеційцям жорстокої поразки на морі і ті покинули острів. За втрату Хіосу Дзено був знятий зі своєї посади, заарештований і через два роки помер у в'язниці. Надалі венеційці завадили висадці турків на Арголінді і здобули кілька перемог на морі. Тим часом імператор Леопольд I вирішив укласти мир з Османською імперією, бажаючи отримати свободу дій в наміченій боротьбі за іспанську спадщину. За Карловицьким миром 1699 року Венеції вдалося зберегти за собою Пелопоннес, але довелося повернути туркам Аттику. Тимчасові успіхи в боротьбі з турками, що дозволили Венеції повернути море (Пелопоннес), не змінили суттєво загального становища.

## Сьома османсько-венеційська війна (1714—1718)
9 грудня 1714 року Османська імперія оголосила війну Венеції. Так почалася Друга морейська війна, остання в низці османсько-венеційських війн. Венеція звернулася за допомогою до європейських держав, але отримали лише дюжину галер від Папи Римського, Великого герцогства Тосканського і Мальтійського ордена. 1715 року турки всього за два місяці знову відвойовують увесь Пелопоннес. А ось в Далмації венеційці за допомогою ополчення місцевих міст і морлахів змогли відбити напади турків. 1716 року становище Венеції покращилось завдяки вступу у війну Австрії, що побоювалася, що захоплення турками Іонічних островів і Далмації поставить під удар австрійські володіння в Хорватії та Італії (Неаполітанське королівство). 5 серпня прославлений полководець принц Євген Савойський розгромив армію великого візира в Битві при Петровардині, до деякої міри повторивши «криваву лазню» при Зенті 20-річної давнини. Разом австрійці і венеційці не дозволили туркам влітку того ж 1716 року захопити Корфу, а потім, скориставшись перепочинком, за сприяння іспанського флоту без опору захопили острів Санта-Мавра і Бутринті, материкове місто на узбережжі Епіру навпроти Корфу. 1717 року венеційці в цілому успішно воювали на морі, розбивши турків біля острова Імброс і звівши внічию бій у острова Черіго (відомий також як битва при Матапані). На суші, як і раніше діючи разом з австрійцями, венеційці в жовтні зайняли Превезу та Воніцу.
Австрійці, які стояли на порозі війни з іспанським королем Філіпом V Бурбоном (1718—1720), поспішали закінчити війну з Туреччиною, не дуже зважаючи на інтереси свого союзника. У травні 1718 року в Пассаровиці (Пожареваць) було розпочато мирні переговори за посередництва Англії і Нідерландів. Венеційський уповноважений Карло Руцціні марно домагався повернення республіці Морєї, Суди і Спіналонги, або, хоча б розширення венеційських володінь в Албанії на південь до Скутарі і Ульциня. Пассаровицький мир було укладено 21 липня. Венеція зберегла за собою ряд міст, завойованих в Далмації, Герцеговині й Албанії з прилеглою місцевістю на відстані ліги (≈4,8 км) від міста, а також Бутринто, Превезу і Воніцу, але без округи. Крім того, турки повернули республіці острів Черіго. Таким чином, Венецію остаточно витіснили з Егейського моря. Іонічні острови і Корфу залишалися у Венеції до самих останніх днів існування республіки. В день підписання Пассаровицького миру, обидві сторони були гранично виснажені, і практично не становили загрози інтересам один одного. Кордон, встановлений 1718 року, залишався незмінним до ліквідації Венеційської республіки і початку Війни другої антифранцузької коаліції.